# Casa passiva

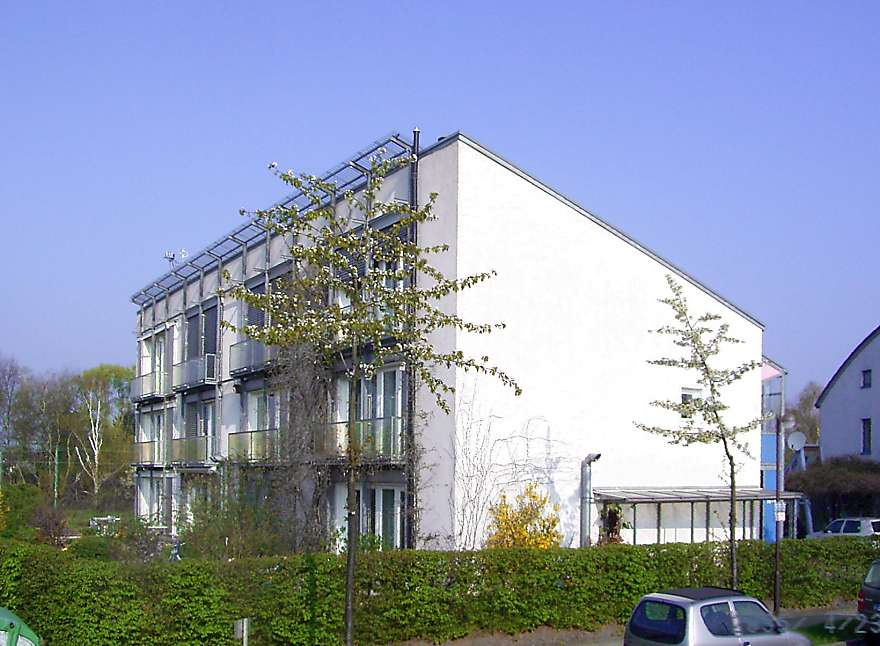
Casa passiva em Darmstadt, Alemanha.

A noção de casa passiva ou construção passiva designa um edifício cujo consumo de energia é muito baixo, ou mesmo nulo através dum isolamento reforçado,  pelas contribuições solares ou geotérmicas, pelas calorias emitidas pelas contribuições internas, como equipamentos elétricos e o calor corporal dos habitantes, reduzindo em muito a sua pegada ecológica.
Nos textos de referência, esse conceito, originário do Norte da Europa, visa principalmente a poupança de aquecimento. Mas o objetivo final é o conforto dos moradores  do edifício. Assim, em climas quentes, visa também o conforto do verão, minimizando os custos de ar condicionado através da inércia do edifício, ventilação noturna natural, poço canadiano, etc.. O padrão não se limita às propriedades residenciais; vários edifícios de escritórios, escolas, creches e um supermercado também foram construídos seguindo esse modelo.
O passo seguinte foi a da construção de edifícios de energia positiva, produzindo mais energia do que consomem graças aos seus próprios equipamentos de exploração de energias renováveis.
O programa CEPHEUS ( Cost Efficient Passive Houses as EUropean Standards, Casas Passivas Eficientes em Custos como Padrões Europeus ) ajudou a desenvolver o conceito de edifícios passivos. Neste contexto, a Europa financiou projetos em cinco países :  Alemanha, Áustria, França, Suíça e Suécia. Cada país participante teve que demonstrar a viabilidade técnica e rentabilidade do projeto e permitir a reprodutibilidade deste tipo de construção.

## História do conceito

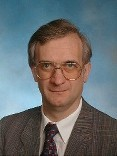
D Feist, fundador do “ Passivhausinstitut ” e coautor do conceito.

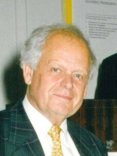
Prof. Bo Adamson, coautor do conceito.

Os princípios básicos ( paredes passivas e aproveitamento do sol ) remontam à Antiguidade. Mas beneficiam de novos conhecimentos e materiais. Edifícios modernos, muito eficientes em termos energéticos e até passivos existem pelo menos desde meados da década de 1970. O conceito de construção passiva é baseado na experiença e nos avanços na modelização e na ciência dos materiais.
Uma norma alemã ( Niedrigenergiehaus  ), bem como normas suecas ou dinamarquesas muito exigentes adaptadas a países frios, contribuíram para a ideia de habitações com eficiência energética. Depois, a construção passiva tornou-se um padrão de qualidade em vários países (Alemanha, Suíça e países nórdicos em particular).
Uma primeira certificação foi formalizada em 1988 pelo Pr Bo Adamson da Universidade de Lund ( Suécia ) e Wolfgang Feist ( Institut für Wohnen und Umwelt /Instituto de Habitação e Meio Ambiente  ). Também foi posto em prática graças à ajuda do estado alemão de Hessen com uma primeira fila de 4 casas (com terraços) construídas para famílias, pelos professores e arquitetos Bott, Ridder e Westermeyer. O conceito foi validado em Darmstadt, com uma poupança de aquecimento de 90 % em relação aos padrões da época. Em seguida, foi criado um grupo de trabalho em 1996 para desenvolver o conceito técnica e economicamente, planeando a produção de materiais,  e certificações para janelas, bem como para sistemas de ventilação de alto desempenho. Casas passivas foram construídas em Estugarda (1993), Naumburg, Wiesbaden e Colónia (1997  e o sector desenvolveu-se com o apoio da União Europeia através do programa CEPHEUS  que validou o conceito em 5 paises no inverno de 2000 a 2001. Alguns processos e materiais foram inventados para a construção passiva (por exemplo : tijolos ocos  do tipo Monomur©  ). Padrões e rótulos foram criados especialmente, assim como simples melhorias em técnicas existentes (reforço no isolamento, por exemplo). Na França, a residência Salvatierra em Rennes, composta por 43 unidades habitacionais, foi construída através deste programa com uma moderna técnica de construção de fachada de adobe  .
Em Portugal as primeiras casas passivas certificadas pelo Passivhaus Institut, foram concluídas em 2012. A Associação Passivhaus Portugal foi criada no final de 2012 e é filiada no International Passive House Association. Em 2016 foi concluída a primeira casa passiva, também certificada pelo Passivhaus Institut, no sector do turismo. 
A tendência para evolução futura da casa passiva é a casa de energia positiva. Por exemplo, a do escritório de arquitetura Karawitz (projetada por Milena Karanesheva e Mischa Witzmann), construída em Bessancourt, é uma das duas casas de energia positiva certificadas em  França de acordo com os critérios do rótulo europeu de " Instituto Passivhaus ». Esta casa de 161 m2 , que custou 188 €/m2 sem imposto, dispõe de 25 m2  de painéis fotovoltaicos que produzem 4 485 KWh/ano  de energia positiva, evitando a emissão de 1 887 kg/ano de CO2. 

## Definição
A "casa passiva» corresponde a um consumo de energia muito baixo.
A habitação passiva tem um custo adicional mas reduz o consumo de energia. Três critérios a definem :
1. necessidade de energia de aquecimento inferior a 15 KWh/m2/ano  ;
2. estanqueidade ao ar (teste da porta dita blower door ) n50 < 0,6 hora -1 ;
3. consumo de energia primária inferior a 120 KWh/m2/ano . A necessidade final de energia não deve exceder  50 KWh/m2/ano .

Os critérios energéticos acima definidos só fazem sentido se os métodos de contabilização da energia e da área superficial forem claramente especificados.
Em termos de área superficial é considerada a TFA ( Trated Floor Area ). Esta superfície corresponde à superfície interior líquida do edifício. Foi especialmente definido para permitir a comparação de edifícios de diferentes países no âmbito do projeto CEPHEUS . Sua definição pode ser encontrada no relatório técnico final do projeto CEPHEUS  .

## Princípios
O projeto de um habitat passivo (e/ou bioclimático) é baseado em seis princípios principais   :
1. isolamento térmico reforçado, nomeadamente através de janelas de alta qualidade ;
2. remoção de pontes térmicas ;
3. excelente estanqueidade  ao ar;
4. ventilação de duplo fluxo (com recuperação de calor) ;
5. a captura ideal, mas passiva, de energia solar e calorias do solo e do subsolo ;
6. limitar o consumo de eletrodomésticos.

### Isolamento térmico

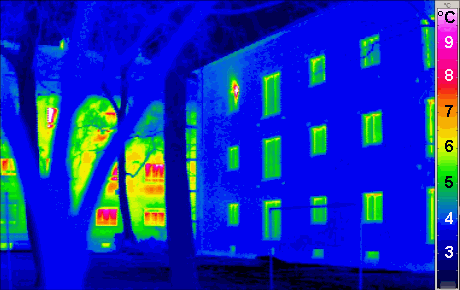
A termografia mostra em infravermelho que a construção passiva (à direita) perde muito menos calor (cores quentes) do que uma construção convencional (no fundo).

O isolamento térmico é o primeiro princípio da construção passiva. Deve ser altamente eficiente e aplicado em toda a envolvente exterior do edifício, sem interrupção, de forma a limitar as pontes térmicas. A construção deve ser bastante compacta, de forma a limitar a sua superfície exterior, e todas as partes opacas do edifício, idealmente isoladas. Em princípio, para o clima da Europa Central, o seu coeficiente de transferência de calor U não deve exceder 0,15 W/m2 K , mas atualmente recomenda-se que este valor atinja 0,10 W/m2 K.
As características das janelas são importantes porque não faz sentido proporcionar um isolamento eficaz das paredes se o calor for desperdiçado através dos vidros. Na verdade, o coeficiente de transmissão da janela Uw não deve exceder 0,8 W/m2K. Dadas estas características, são frequentemente utilizados vidros triplos, muito mais caros. Além da qualidade dos vidros, a que ter em conta a qualidade da caixilharia como a sua instalação.
Para o clima português, mais ameno que o da Alemanha, é possível reduzir o valor de U (parede, telhado, piso, janela) e otimizá-lo através de cálculos realizados com o software Passivhaus Planning Package (PHPP) fornecido pelo Instituto Passivhaus  .

### Remoção de pontes térmicas
As pontes térmicas podem ser uma fonte de perdas significativas. Devem-se à montagem de elementos estruturais (parede com laje ou varanda, por exemplo), aos quais o calor é transmitido por condução e dissipado para o exterior. Na casa passiva, é portanto necessário reduzir drasticamente estas pontes que, aos níveis de isolamento exigidos, participam excessivamente na perda de calor.

### Estanquidade

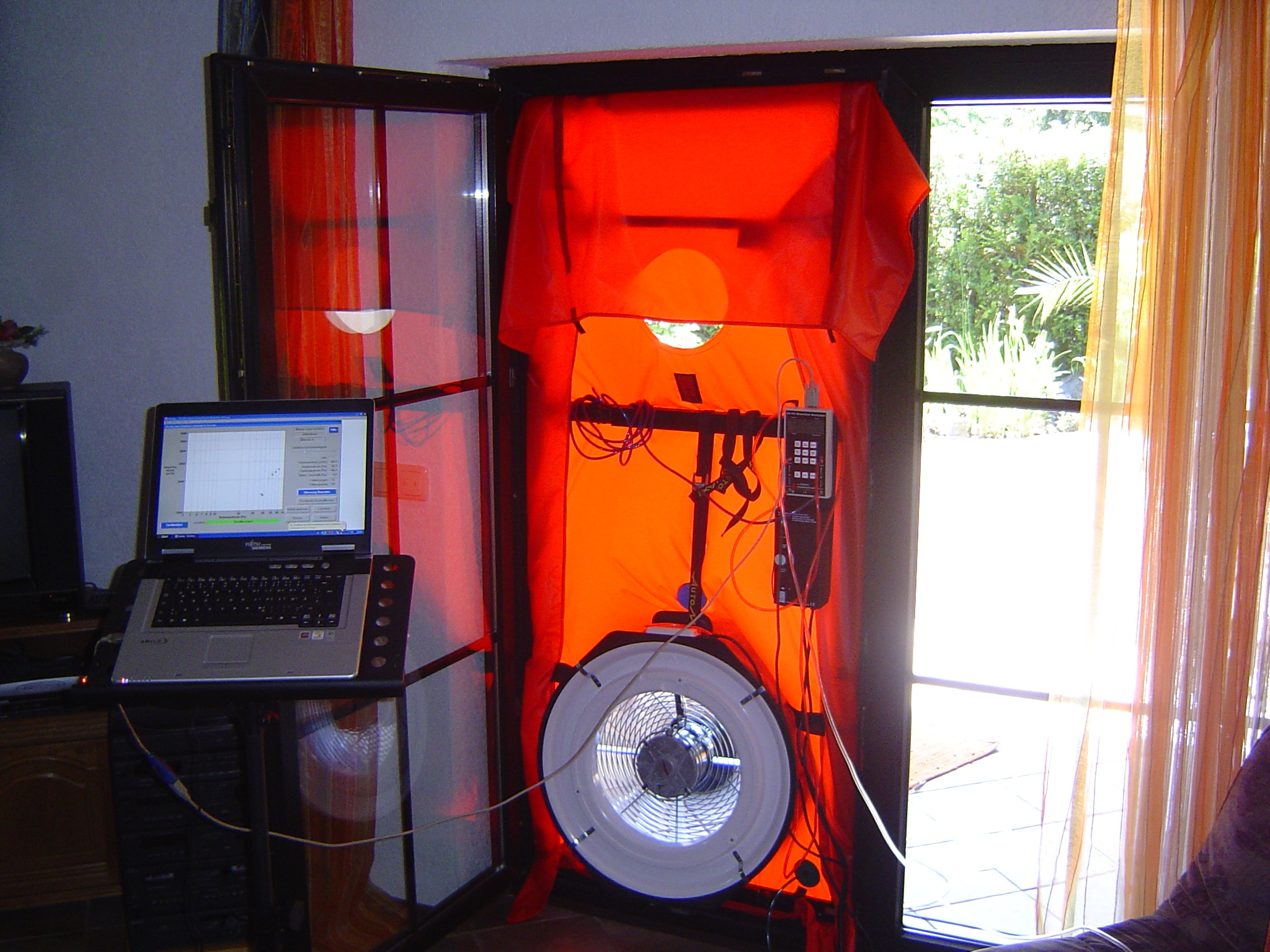
Teste de infiltração, permite localizar e selar infiltrações parasitárias.

Limitar a perda de calor resulta na estanquidade. O controle da infiltração de ar parasita garante a durabilidade dos sistemas construtivos e do isolamento, evitando a condensação na espessura dos materiais. A perda de calor devido à falta de estanquidade é prejudicial à economia de energia. A estanquidade deve ser cuidadosamente projetada, prestando especial atenção à sua continuidade entre os elementos estruturais, aos caixilhos das janelas (condutas de chaminés, tubagens, etc.) e às qualidades dos produtos utilizados. Para verificar a estanquidade do edifício, é realizado um teste de infiltração após a construção. Uma casa passiva é 4 a 5 vezes mais hermética que uma casa normal.

### Ventilação de fluxo duplo

Esquema duma casa passiva, com um poço canadiano.

Uma casa passiva sendo muito hermética, deve incluir um sistema de ventilação eficiente para garantir a renovação do ar. A ventilação de duplo fluxo, que inclui a recuperação de calor, é então essencial para limitar a rejeição de calor através do sistema de ventilação.
Ela extrai o ar viciado de ambientes húmidos (WC, casa de banho, cozinha) e sopra o ar externo para as salas de estar. Um permutador de calor garante a recuperação do ar extraído para aquecer o ar soprado. Algumas ventilações termodinâmicos combinam uma ventilação de duplo fluxo e uma bomba de calor obtendo assim ventilação, aquecimento, ar condicionado e até produção de água quente.
No entanto, a ventilação de duplo fluxo é volumosa  e requer comprimentos significativos de tubos. A localização e o encaminhamento das condutas na construção devem ser planeados durante a fase de projeto. A manutenção regular também é necessária : limpeza de condutas, troca de filtros.
Existem alternativas passivas, como janelas parieto-dinâmicas, para evitar a instalação duma ventilação de fluxo duplo. Estas não são estanques, permitem a passagem do ar e funcionam como um permutador de temperatura entre o ar interior e exterior. Devem estar orientadas para sul para beneficiarem do ganho solar. A ventilação é então fornecida por um ventilação de simples fluxo. Uma vantagem desta alternativa é a redução do custo de instalação e de funcionamento.

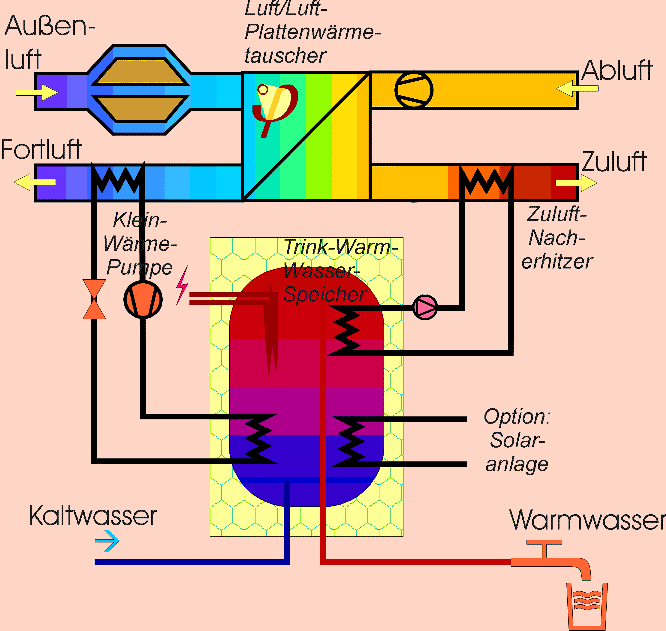
Ventilação de duplo fluxo associada a um depósito de água de inércia térmica e duas microbombas de calor, oferecendo produção de água quente, complemento solar, ganhos térmicos de ar insuflado e filtração de ar fresco.

### Ventilação noturna
Em regiões quentes, é aconselhável prever aberturas que garantam a ventilação noturna (através e/ou por efeito chaminé) para evitar o sobreaquecimento no verão. É também importante proporcionar uma estrutura maciça com elevada inércia térmica que absorva o calor do dia e que possa ser arrefecida pela ventilação noturna. A ventilação pode estar associada a um poço canadiano.

### Solar passivo
Para explorar o potencial sazonal proporcionado pelo sol, é necessário captar o seu calor, armazená-lo e libertá-lo. A energia solar é captada pelas partes de vidro da casa. Estes vidros isolantes são dimensionados de acordo com a orientação do edifício : 40 a 60 % de superfície envidraçada na fachada sul, 10 a 15 % no norte e menos de 20 % nas fachadas leste e oeste. A energia solar, que entra pelas janelas, é armazenada no interior por materiais no solo (placa) com elevada inércia. O calor acumulado no edifício deve ser devolvido ao ambiente por convecção e radiação, com distribuição no tempo. A utilização duma parede de Trombe aumento a energia armazenada desta na parede virada para o sol. Em ambos os casos, para evitar o desconforto causado pelo sobreaquecimento no verão, a luz solar direta nas fachadas deve ser controlada através de proteção solar construtiva (toldo, guarda-sol, veneziana, etc.) e vidros com fator solar suficientemente baixo para limitar a absorção de energia. Estas medidas construtivas podem ser complementadas por uma proteção vegetal. 

### Eletrodomésticos económicos
Os aparelhos especificamente concebidos para habitação passiva podem ser uma boa fonte de poupança de energia necessária para atingir os padrões de habitação passiva.
A utilização de dispositivos energicamente eficientes também oferece a vantagem de não criar um sistema de aquecimento paralelo, o que promoverá o conforto no verão.
De referir que as necessidades de aquecimento são inferiores a 15 kWh/(m².ano) ; muitas vezes não há necessidade de aquecimento.

#### Máquinas de lavar e lava-louças económicas
Aproximadamente 4/5 da energia consumida por estes dispositivos provém das calorias consumidas para aumentar a temperatura da água de lavagem. A utilização de água já quente proveniente de equipamentos de produção económicos permite poupanças muito significativas de energia primária. São então necessários eletrodomésticos especialmente concebidos, embora a simples ligação de eletrodomésticos normais a uma fonte morna produzida por meios passivos ou económicos traga uma clara poupança global.

## Custo
Uma casa passiva custa entre 7 e 15 % mais do que uma casa tradicional (em teoria, de acordo com os construtores[carece de fontes?]  . Dependendo do caso, o investidor recupera os seus custos entre dez e vinte anos graças às poupanças de energia realizadas  .

## Constrangimentos
- Um dos obstáculos identificados é a falta de artesãos e arquitetos qualificados para esses padrões. Embora na Europa, o Parlamento Europeu pretendia que, a partir de 2018, todos os novos edifícios fossem concebidos e construídos de acordo com o padrão de Casa Passiva, e que o consumo de energia dos edifícios diminuísse em 22 % entre 2007 e 2010, uma directiva relativa ao desempenho energético dos edifícios (EPBD) tem sido transposta para o direito nacional desde 2007. A Europa e os Estados incentivam a formação. E desde de 2007, arquitetos e construtores podem usar um software especializado, o  PHPP.

- Além disso, o posicionamento da casa passiva [19] para melhor captar as fontes naturais de calor é por vezes difícil (dependendo da orientação do terreno, das sombras projetadas, etc.) e restringe, até certo ponto, a estética arquitetónica.

- As formas arquitetónicas são menos complexas e muitas vezes consideradas mais pobres. Isto resulta da vontade de ter um edifício compacto e, portanto, mais económico.
- Devido ao baixo número de janelas que abrem em alguns edifícios, os claustrofóbicos podem sentir-se confinados nestas casas (que também são muito bem insonorizadas), mesmo que a troca de ar seja mais garantida do que num apartamento clássico moderno. Elementos de amortecimento tipo varanda e janelas salientes ampliadas podem reduzir ou eliminar essa sensação, mas com aumento nos custos de construção. Esta sensação também é muitas vezes rapidamente compensada pelo aumento do conforto térmico e sonoro.

- Em princípio a construção duma casa passiva deve ser feita com a utilização de produtos regionais (madeira, palha , adobe; pedra etc. ) para promover o desenvolvimento local e a redução da pegada ecológica do edifício.

As casas passivas e/ou “ energeticamente positivas » que existem aos milhares na Alemanha e na Suíça mostram que existem soluções técnicas. Resta generalizá-los para cumprir o objetivo do fator 4, ou fator 9 (dividir o consumo por 9 para um serviço equivalente). Embora se previsse que o preço do petróleo e da energia aumentaria inevitavelmente (ver falta de petróleo ), uma diretiva europeia sobre o desempenho energético dos edifícios visa reduzir o seu consumo de energia em 20 % até 2020  .